# Castlecomer
Castlecomer (in irlandese: Caisleán an Chomair  che significa "castello alla confluenza dei fiumi") è un villaggio nella contea di Kilkenny, in Irlanda.